# Rantířov
Rantířov – miejscowość i gmina (obec) w Czechach, w kraju Wysoczyna, w powiecie Igława. W 2022 roku liczyła 454 mieszkańców.
W miejscowości jest stacja kolejowa Rantířov.